# 956 Elisa
Elisa (asteroide 956) é um asteroide da cintura principal, a 1,8289006 UA. Possui uma excentricidade de 0,2041418 e um período orbital de 1 272,42 dias (3,48 anos).
Elisa tem uma velocidade orbital média de 19,64787292 km/s e uma inclinação de 5,96426º.
Este asteroide foi descoberto em 8 de Agosto de 1921 por Karl Reinmuth.